# Каменно-Верховское сельское поселение
Каменно-Верховское сельское поселение — муниципальное образование в Каширском районе Воронежской области.
Административный центр — село Каменно-Верховка.

## Административное деление
В состав поселения входит один населенный пункт:
- село Каменно-Верховка.